# Pro Evolution Soccer 2012
«Pro Evolution Soccer 2012» (сокращённо PES 2012) — видеоигра в жанре спортивного симулятора из серии «Pro Evolution Soccer» от компании «Konami», одиннадцатой в серии «PES» и девятой, выходящей на PC. Международный релиз игры состоялся осенью 2011 года на ПК, Xbox 360, PlayStation 3, PlayStation Portable, PlayStation 2, Nintendo 3DS и Nintendo Wii.

## Геймплей
- Искусственный интеллект

AI был улучшен во всех аспектах игры, действительно заметно прогрессировал в контроле игры по всему полю. «Командная игра — это то, что отделяет величайшие команды от других, и именно слаженная работа в команде и инстинктивная игра стали центральными новинками PES 2012» — утверждает главный креативный продюсер Шинго «Сибасс» Такацука. Таким образом, искусственный интеллект (AI) в игре прошел через капитальный ремонт, теперь игроки чувствуют себя более чем когда-либо как часть настоящей команды.
- Нападение

Большое внимание уделяется игре в атаке. В числе новых преимуществ — возможность действовать в агрессивной манере и таким образом задавать темп игры. В совокупности с новыми способностями искусственного интеллекта это повысит командное взаимодействие в атаке и позволит более эффективно выводить игроков один на один с вратарем. Кроме того, футболисты будут двигаться более разумно, а значит, у игроков будет больше вариантов для точных передач и возможностей для удержания мяча. Команда в «PES 2012» станет действовать как единое целое, футболисты будут реагировать на действия одноклубника с мячом, что заставит оппонентов ошибаться и раскрываться.
- Оборона

Немало изменений претерпела зональная опека и позиционная защита — вскрыть оборону «поумневшего» противника будет гораздо сложнее. Защитники под управлением искусственного интеллекта гораздо надежнее отражают атаки, выбирая оптимальные позиции и эффективнее ведя соперника. Но вратари в ДЕМО не исправлены.

## Графика
- Кроме реалистичных лиц, у футболистов в футсиме также намного улучшена детализация форм игроков, также добавлен пот на лицах, улучшено освещение и тени игроков, хотя вся графика в конечном счете существенно не изменилась.
- Новая сетка на воротах.
- Физика мяча.

## Управление
- С помощью правого аналогового джойстика теперь можно будет легко переключаться на любого полевого игрока. Это позволит быстрее реагировать на угрозы и срывать атаки противника. Управление игроком без мяча откроет новые возможности для обострения ситуации при выполнении ударов от ворот, угловых, штрафных и вбрасываний. Кроме того, футболист, не владеющий мячом, сможет уводить за собой защитников, и, таким образом, освобождать пространство для быстрых прорывов и выходов на ворота. Управление значительно улучшено.

В соответствии с официальной информацией, в новой игре «PES 2012» игроки смогут параллельно (одновременно) управлять двумя футболистами на поле. Новая система управления товарищами по команде («Teammate Control»), показанная «Konami», позволяет игрокам перемещать футболистов, не владеющих мячом во время стандартов и аутов своей команды. Для этого необходимо переместить правый аналог в ту сторону, в которой находится футболист, которым Вы хотите управлять. Такая же функция будет доступна и в режиме реальной атаки — управляя при помощи кнопок направления игроком, владеющим мячом, Вы (с помощью аналогов) сможете открываться другим футболистом (для этого нужно будет зажать R3). После того, как Вы отпустите R3, управление открывающимся игроком возьмет на себя AI. «Мы работали над тем, чтобы добавить в симулятор „Teammate Control“, и мы очень рады, что эта система дебютирует в PES 2012», — заявил лидер команды разработчиков PES в Европе Джон Мерфи. Не будем цитировать дальнейшие слова Мерфи, но, в целом, он отметил, что данная система является важнейшим шагом в мире виртуального футбола. Также было отмечено, что в «PES 2012» будут обновленная система пенальти и улучшенная реакция игроков.

## Интерфейс
- Таблица матча и главное меню игры остались прежними.

## Новые режимы
- Добавлен новый режим под названием «Football Life» («Футбол как стиль жизни»). Изначально считалось, что он был добавлен на замену режимов «Become a Legend» («Стань Легендой») и «Master League» («Мастер Лига»), но во время одного из официальных видеообзоров оказалось, что он включает в себя эти два режима и новый — «Club Boss» («Владелец Клуба»). То есть при начале новой игры в «Football Life» мы выбираем, в какой из трех режимов играть .
- Будет добавлен новый-старый режим «Полной тренировки».

## Хронология разработки
- 9 февраля 2011 года — первый анонс игры.
- 6 июня 2011 года — на игровой выставке Е3 в Лос-Анджелесе появляется первый официальный трейлер игры с отрывками геймплея.

## Отзывы
| Сводный рейтинг    | Сводный рейтинг | Сводный рейтинг | Сводный рейтинг | Сводный рейтинг | Сводный рейтинг | Сводный рейтинг | Сводный рейтинг | Сводный рейтинг |
| Издание            | Оценка          | Оценка          | Оценка          | Оценка          | Оценка          | Оценка          | Оценка          | Оценка          |
| Издание            | 3DS             | iOS             | PC              | PS2             | PS3             | PSP             | Wii             | Xbox 360        |
| ------------------ | --------------- | --------------- | --------------- | --------------- | --------------- | --------------- | --------------- | --------------- |
| GameRankings       | 74,60 %         | 65 %            | 77 %            | N/A             | 79,70 %         | N/A             | 79,75 %         | 78,04 %         |
| Metacritic         | 73/100          | 61/100          | 77/100          | 75/100          | 80/100          | 74/100          | 79/100          | 78/100          |
| Иноязычные издания |                 |                 |                 |                 |                 |                 |                 |                 |
| Издание            | Оценка          | Оценка          | Оценка          | Оценка          | Оценка          | Оценка          | Оценка          | Оценка          |
| Издание            | 3DS             | iOS             | PC              | PS2             | PS3             | PSP             | Wii             | Xbox 360        |
| Eurogamer          | N/A             | N/A             | N/A             | N/A             | N/A             | N/A             | N/A             | 8/10            |
| Game Informer      | N/A             | N/A             | N/A             | N/A             | 9/10            | N/A             | N/A             | 9/10            |
| GamePro            | N/A             | N/A             | N/A             | N/A             | 3,5/5           | N/A             | N/A             | 3,5/5           |
| GameRevolution     | N/A             | N/A             | N/A             | N/A             | B+              | N/A             | N/A             | N/A             |
| GameSpot           | N/A             | N/A             | N/A             | N/A             | 8/10            | N/A             | N/A             | 8/10            |
| GameSpy            | N/A             | N/A             | 3,5/5           | N/A             | N/A             | N/A             | N/A             | N/A             |
| GameTrailers       | N/A             | N/A             | N/A             | N/A             | N/A             | N/A             | N/A             | 8,4/10          |
| IGN                | N/A             | N/A             | N/A             | N/A             | 8/10            | N/A             | N/A             | 8/10            |
| OXM                | N/A             | N/A             | N/A             | N/A             | N/A             | N/A             | N/A             | 8/10            |
| PC Gamer (UK)      | N/A             | N/A             | 84 %            | N/A             | N/A             | N/A             | N/A             | N/A             |
| Digital Spy        | N/A             | N/A             | N/A             | N/A             | 4/5             | N/A             | N/A             | N/A             |
| The Guardian       | N/A             | N/A             | N/A             | N/A             | N/A             | N/A             | N/A             | 3/5             |

| Русскоязычные издания | Русскоязычные издания |
| Издание               | Оценка                |
| --------------------- | --------------------- |
| Absolute Games        | 65 %                  |
| PlayGround.ru         | 8,0/10                |

Игра на одних платформах получила положительные, а на других смешанные отзывы.